# 2002 par pays en Europe
Chronologie de l’Europe
- 1998
- 1999
- 2000
- 2001
- 2002
- 2003
- 2004
- 2005
- 2006

Chronologie de l'Europe : Les évènements par pays de l'année 2002 en Europe. Les évènements thématiques sont traités dans 2002 en Europe
2000 par pays en Europe - 2001 par pays en Europe - 2002 - 2003 par pays en Europe - 2004 par pays en Europe

## Continent européen
- 19 novembre : naufrage du Prestige au large du Portugal et de l'Espagne.

### Autriche
- 24 novembre : le Parti populaire remporte 42 % des voix et 72 sièges aux législatives anticipées, ce qui constitue sa première victoire depuis 1966. À l'inverse, son allié ultra-nationaliste du Parti de la liberté connaît une véritable déroute avec 10 % des suffrages et 18 sièges, soit 34 de moins qu'en 1999.

### Belgique
- 22 octobre : explosion dans une cokerie, faisant trois morts et une trentaine de blessés

### Espagne
- 20 juin : la grève générale convoquée par les syndicats UGT et CCOO contre la réforme de l'assurance chômage est massivement suivie.
- 10 juillet : José María Aznar procède à un large remaniement ministériel de son second gouvernement.

### Pays-Bas
- 1er avril : les Pays-Bas sont le premier pays du monde à légaliser l'euthanasie.
- 15 mai : élections législatives.

### Portugal
- 17 mars : les conservateurs arrivent en tête des élections législatives anticipées (40,2 % et 105 sièges sur 230).
- 8 avril : formation d'un gouvernement de coalition entre les conservateurs et les nationalistes. José Manuel Durão Barroso devient Premier ministre.

### République tchèque
- 29 mai : démission du maire de Prague, Jan Kasl, remplacé par Petr Svec.

### Russie
- 26 octobre : un commando tchétchène dirigé par Movsar Baraï prend en otage les spectateurs d'un théâtre de Moscou. Les forces spéciales russes prennent d'assaut le théâtre. Il y a 130 morts chez les otages et 34 morts chez les Tchétchènes. Le commando demandait le retrait total de l'armée russe de Tchétchénie.
- 27 décembre : un attentat à Grozny fait 83 morts et 210 blessés.

### Serbie
- 12 février : le procès de l'ex-président yougoslave Slobodan Milosevic commence au Tribunal pénal international pour l'ex-Yougoslavie, à La Haye.

#### Kosovo
- 4 mars : le dirigeant albanophone modéré Ibrahim Rugova est élu président du Kosovo par le Parlement de la province serbe sous contrôle international depuis 1999.

### Union européenne
- 1er janvier : lancement officiel de l'Euro en pièces et en billets dans douze pays sur les quinze de l'Union européenne ; disparition des 12 monnaies nationales au profit de l'euro.
- 16 mars : création de la Facilité euro-méditerranéenne d'investissement et de partenariat (FEMIP), une branche de la Banque européenne d'investissement (BEI), exclusivement destinée aux pays méditerranéen.
- 29 avril : sollicitée par la britannique Diane Pretty, la Cour européenne des droits de l'homme refuse la reconnaissance de l'existence d'un « droit à mourir » dans la Convention européenne des droits de l'homme.